# Racconigi (stacja kolejowa)
Racconigi (włoski: Stazione di Carmagnola) – stacja kolejowa w Carmagnola, w prowincji Cuneo, w regionie Piemont, we Włoszech. Znajduje się na linii Turyn – Savona.
Według klasyfikacji Rete Ferroviaria Italiana posiada kategorię srebrną.

## Historia
Stacja kolejowa Racconigi została zbudowana w połączeniu z odcinkiem trasy Turyn-Savigliano, pierwszej części przyszłej linii kolejowej Turyn-Fossano-Savona.

## Linie kolejowe
- Turyn – Savona

## Usługi
- Kasy biletowe
- Przystanek autobusowy
- Przejście podziemne
- Toalety